# 1391
| [ Edytuj tabelę ]                          | |
| Król Polski                                | - 1384 Jadwiga Andegaweńska 1399 - 1386 Władysław II Jagiełło 1434                                       |
| Współksiążęta Andory                       | - 1388 Galcerà de Vilanova 1396 - 1343 Gaston III 1391 - 1391 Mateusz 1396                               |
| Król Anglii                                | - 1377 Ryszard II 1399                                                                                   |
| Król Aragonii i Walencji, hrabia Barcelony | - 1387 Jan I Myśliwy 1396                                                                                |
| Władca Azteków                             | - 1376 Acamapichtli 1395                                                                                 |
| Elektor Brandenburgii                      | - 1388 Jodok z Moraw 1411                                                                                |
| Książę Bawarii-Ingolstadt                  | - 1375 Stefan III 1413                                                                                   |
| Książę Bawarii-Landshut                    | - 1375 Fryderyk 1393                                                                                     |
| Książę Bawarii-Monachium                   | - 1375 Jan II 1397                                                                                       |
| Książę Burgundii                           | - 1364 Filip II Śmiały 1404                                                                              |
| Cesarz Bizancjum                           | - 1390 Jan V Paleolog 1391 - 1391 Manuel II Paleolog 1425                                                |
| Car Bułgarii                               | - 1371 Iwan Szyszman 1393 - 1356 Iwan Stracimir 1396                                                     |
| Cesarz Chin                                | - 1368 Hongwu 1398                                                                                       |
| Król Cypru                                 | - 1382 Jakub I 1398                                                                                      |
| Król Czech                                 | - 1378 Wacław IV Luksemburski 1419                                                                       |
| Król Danii                                 | - 1387 Małgorzata I 1412                                                                                 |
| Dalajlama                                  | - 1391 Gendun Drup 1474                                                                                  |
| Władca Egiptu                              | - 1390 Barkuk 1399                                                                                       |
| Cesarz Etiopii                             | - 1382 Dawid I 1413                                                                                      |
| Król Francji                               | - 1380 Karol VI 1422                                                                                     |
| Król Gruzji                                | - 1360 Bagrat V Wielki 1393                                                                              |
| Hrabia Holandii                            | - 1358 Albert 1404                                                                                       |
| Cesarz Japonii                             | - 1383 Go-Kameyama 1392                                                                                  |
| Kalif                                      | - 1389 Al-Mutawakkil I 1406                                                                              |
| Król Kastylii i Leónu                      | - 1390 Henryk III Chorowity 1406                                                                         |
| Patriarcha Konstantynopola                 | - 1390 Makary 1391 - 1391 Antoni IV 1397                                                                 |
| Władca Korei                               | - 1389 Kongyang 1392                                                                                     |
| Wielki książę litewski                     | - 1382 Jagiełło 1400                                                                                     |
| Cesarz Majapahitu                          | - 1389 Wikramawardhana 1429                                                                              |
| Sułtan Maroka                              | - 1387 Abu al-Abbas Ahmad 1393                                                                           |
| Książę Mediolanu                           | - 1378 Giovanni Galeazzo 1402                                                                            |
| Wielki książę moskiewski                   | - 1389 Wasyl I 1425                                                                                      |
| Król Nawarry                               | - 1387 Karol III Szlachetny 1425                                                                         |
| Król Norwegii                              | - 1387 Małgorzata I 1412                                                                                 |
| Elektor Palatynatu                         | - 1390 Ruprecht II 1398                                                                                  |
| Papież awinioński                          | - 1378 Klemens VII 1394                                                                                  |
| Papież                                     | - 1389 Bonifacy IX 1404                                                                                  |
| Król Portugalii                            | - 1385 Jan I 1433                                                                                        |
| Cesarz Rzymski (niemiecki)                 | - 1378 Wacław IV Luksemburski 1400                                                                       |
| Kapitanowie Regenci San Marino             | - 1391 Giovanni di Francesco Menguccio di Simonino 1391 - 1391 Maxio di Tonso Lunardino di Bernardo 1391 |
| Książę Serbii                              | - 1389 Stefan IV Lazarević 1402                                                                          |
| Elektor Saksonii                           | - 1388 Rudolf III Saski 1419                                                                             |
| Król Szkocji                               | - 1390 Robert III Stewart 1406                                                                           |
| Król Szwecji                               | - 1389 Małgorzata 1412                                                                                   |
| Król Tajlandii                             | - 1388 Ramesuan 1395                                                                                     |
| Sułtan Turków                              | - 1389 Bajazyd I 1402                                                                                    |
| Doża Wenecji                               | - 1382 Antonio Veniero 1400                                                                              |
| Król Węgier                                | - 1382 Maria Andegaweńska 1395 - 1387 Zygmunt Luksemburski 1437                                          |
| Wielki mistrz zakonu krzyżackiego          | - 1391 Konrad von Wallenrode 1393                                                                        |

Rok 1391 / MCCCXCI
stulecia: XIII wiek ~
XIV wiek ~
XV wiek

lata: 1381 «
1386 «
1387 «
1388 «
1389 «
1390 «
1391
» 1392
» 1393
» 1394
» 1395
» 1396
» 1401

## Wydarzenia w Polsce
- W Gdańsku powstała angielska faktoria handlowa.
- Miała miejsce pierwsza wojna pomiędzy królem Władysławem Jagiełłą a księciem Władysławem Opolczykiem.
- wrzesień - zdobycie przez wojska Jagiełły ziemi gniewkowskiej, Rypina i Dobrzynia na ziemi dobrzyńskiej oraz posiadłości Władysława Opolczyka w ziemi wieluńskiej, sieradzkiej i krakowskiej z wyjątkiem zamków w Bolesławcu i Ostrzeszowie.
- Władysław Jagiełło nadał księciu warszawskiemu Januszowi I Starszemu sporne Podlasie na czele z Drohiczynem i Mielnikiem.

## Wydarzenia na świecie
- 4 czerwca – pogrom Żydów w Sewilli.
- 19 czerwca – w bitwie pod Kunduzczą armia Timura pokonała wojska Złotej Ordy pod wodzą Tochtamysza.

- Założono uniwersytet w Ferrarze.

## Urodzili się
- 24 stycznia - Joanna de Valois, księżniczka francuska, księżna Bretanii (zm. 1433)
- 31 października – Edward, król Portugalii (zm. 1438)
- Dokładna data nieznana – Astorgio Agnensi, włoski kardynał (zm. 1451)

## Zmarli
- 16 lutego – Jan V Paleolog, cesarz bizantyński (ur. 1332)
- 14 listopada – Mikołaj Tavelić, chorwacki franciszkanin, misjonarz, męczennik, święty katolicki (ur. ok. 1340)